# Litsea nervosa
Litsea nervosa är en lagerväxtart som först beskrevs av Wilhelm Sulpiz Kurz, och fick sitt nu gällande namn av A.J.C. Grierson & D.C. Long. Litsea nervosa ingår i släktet Litsea och familjen lagerväxter. Inga underarter finns listade i Catalogue of Life.